# El Zapote, Ayutla de los Libres
El Zapote är en ort i Mexiko.   Den ligger i kommunen Ayutla de los Libres och delstaten Guerrero, i den södra delen av landet, 290 km söder om huvudstaden Mexico City. El Zapote ligger 126 meter över havet och antalet invånare är 756.
Terrängen runt El Zapote är varierad. Runt El Zapote är det ganska tätbefolkat, med 65 invånare per kvadratkilometer. Närmaste större samhälle är Cruz Grande, 13,0 km söder om El Zapote. Omgivningarna runt El Zapote är en mosaik av jordbruksmark och naturlig växtlighet.